# Accidentul de la uzina de aluminiu din Ajka

Locul accidentului

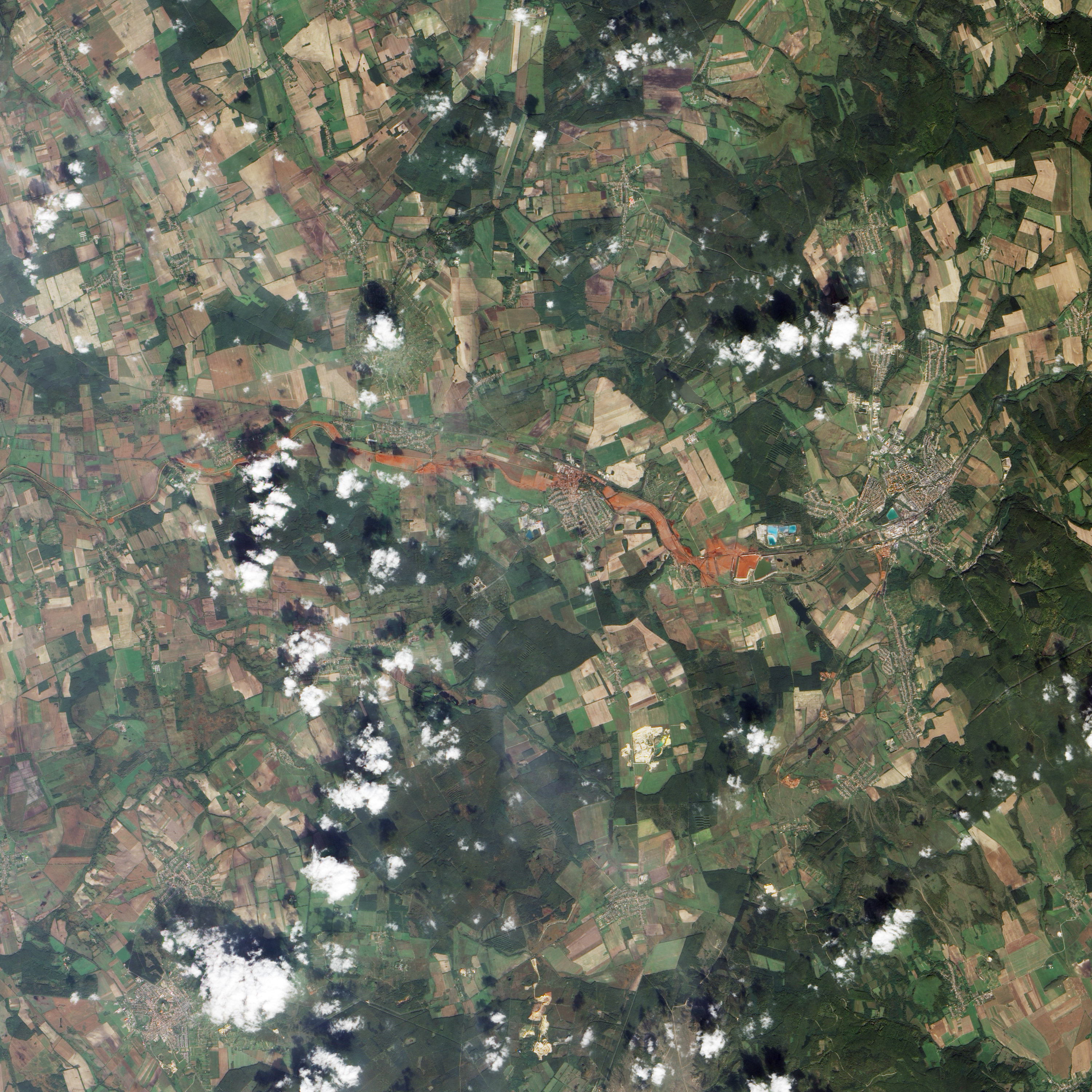
Imagine din satelit a împrejurimilor locului accidentului

În data de 4 octombrie 2010 a avut loc la Ajka (vestul Ungariei) un accident industrial ce a produs vărsarea a aproximativ 1.000.000 de metri cubi de deșeuri lichide toxice depozitate.
Peretele (digul) unui bazin în aer liber de deșeuri chimice rezultate din procesul de purificare a bauxitei în alumină s-a rupt și un val de noroi roșu a inundat satul Kolontár, afectat direct comunele Somlovasarhely, Tuskevar, Apacatorna, Kisberszeni și orașul Devecser. Aproximativ 40 de Km² de teren a fost direct poluat de deșeuri caustice și conținătoare de metale grele. Cel puțin 9 persoane au murit și 122 au fost rănite
Lichidul toxic a ajuns în Dunăre pe data de 7 octombrie 2010, poluând considerabil apele fluviului.
Comnform autorităților maghiare, curățenia terenului poluat va dura cel puțin un an și va costa zeci de milioane de dolari americani.

## Originea și conținutul noroiului
Noroiul roșu este un deșeu rezultat din procesul Bayer de rafinare a bauxitei în alumină. Culoarea roșie caracteristică este de dată de oxidul feric, aproximativ 45% din conținutul noroiului. Potrivit unui comunicate de presă al MAL AG Magyar Alumínium Termelő és Kereskedelmi Zrt., compania proprietară a fabricii din Ajka, noroiul are următoarea compoziție aproximativă:
| Oxid metalic             | Procentaj | Note                                                                 |
| ------------------------ | --------- | -------------------------------------------------------------------- |
| Fe2O3 (oxid feric)       | 40–45 %   | Dă culoarea roșie noroiului                                          |
| Al2O3 (oxid de aluminiu) | 10–15 %   | Oxid de aluminiu neextras                                            |
| SiO2 (dioxid de siliciu) | 10–15 %   |                                                                      |
| CaO (oxid de calciu)     | 6–10 %    |                                                                      |
| TiO2 (dioxid de titan)   | 4–5 %     |                                                                      |
| Na2O (oxid de sodiu)     | 5–6 %     | Responsabil pentru alcalinitatea ridicată și pentru arsurile chimice |

## Efecte
Întreaga viață acvatică din rîul Marcal a fost distrusă în urma accidentului, iar substanțele toxice au ajuns în Dunăre pe 7 octombrie.

## Urmări
În septembrie 2011, compania metalurgică ungară MAL, căreia îi aparține rezervorul a cărui fisurare a produs deversarea de noroi toxic, a fost amendată cu aproape 472 milioane de euro.